# シティチョーク・パソ
シティチョーク・パソ（タイ語: สิทธิโชค ภาโส、英語:Sittichok Paso、1999年1月28日 生まれ ）は、タイ王国サムットプラカーン県出身のサッカー選手。ポジションはフォワード。愛称はヤー。

## 来歴
チョンブリーFCのアカデミーで育ち、2014年にシーラーチャーFCへ、2015年にパーントーンFCへ期限付き移籍。2016年末にはチョンブリーFCの同僚ウォラチト・カニッシーバンペンとともにJリーグ選手会合同トライアウトに参加。「ガーディアン」紙による世界の有望な若手タレント60人の2016年版に東南アジア人として唯一選出された。
2017年2月1日、同日から2017年12月31日までの移籍期間でチョンブリーFCから日本のJ3リーグ・鹿児島ユナイテッドFCへの期限付き移籍が発表された。すでに北海道コンサドーレ札幌移籍が決まっていたチャナティップ・ソングラシンは加入が7月からのため、彼は史上初のタイ人Jリーガーとなった。3月18日のJ3リーグ第2節カターレ富山戦で後半41分から途中出場し、Jリーグ公式戦に初出場。
2021年2月19日、FC琉球へ期限付き移籍により加入した。
2022年11月11日、期限付き移籍期間満了により琉球を退団すると発表された。

## 個人成績
| 国内大会個人成績 | 国内大会個人成績 | 国内大会個人成績 | 国内大会個人成績 | 国内大会個人成績 | 国内大会個人成績 | 国内大会個人成績 | 国内大会個人成績 | 国内大会個人成績 | 国内大会個人成績 | 国内大会個人成績 | 国内大会個人成績 |
| 年度             | クラブ           | 背番号           | リーグ           | リーグ戦         | リーグ戦         | リーグ杯         | リーグ杯         | オープン杯       | オープン杯       | 期間通算         | 期間通算         |
| 年度             | クラブ           | 背番号           | リーグ           | 出場             | 得点             | 出場             | 得点             | 出場             | 得点             | 出場             | 得点             |
| 日本             | 日本             | 日本             | 日本             | リーグ戦         | リーグ戦         | リーグ杯         | リーグ杯         | 天皇杯           | 天皇杯           | 期間通算         | 期間通算         |
| ---------------- | ---------------- | ---------------- | ---------------- | ---------------- | ---------------- | ---------------- | ---------------- | ---------------- | ---------------- | ---------------- | ---------------- |
| 2017             | 鹿児島           | 20               | J3               | 5                | 0                | -                | -                | 0                | 0                | 5                | 0                |
| 2021             | 琉球             | 33               | J2               | 4                | 0                | -                | -                | 1                | 0                | 5                | 0                |
| 2022             | 琉球             | 23               | J2               | 1                | 0                | -                | -                | 0                | 0                | 1                | 0                |
| 通算             | 日本             | 日本             | J2               | 5                | 0                | -                | -                | 1                | 0                | 6                | 0                |
| 通算             | 日本             | 日本             | J3               | 5                | 0                | -                | -                | 0                | 0                | 5                | 0                |
| 総通算           | 総通算           | 総通算           | 総通算           | 10               | 0                | -                | -                | 1                | 0                | 11               | 0                |